# Championnat de Moldavie de football 2007-2008
Navigation
Championnat de Moldavie 2006-2007 Championnat de Moldavie 2008-2009
Le Championnat de Moldavie de football 2007-2008 est la 17e édition de ce championnat.

## Saison régulière[1]
| Rang | Équipe                  | Pts | J  | G  | N  | P  | Bp | Bc | Diff |
| ---- | ----------------------- | --- | -- | -- | -- | -- | -- | -- | ---- |
| 1    | Sheriff Tiraspol        | 81  | 30 | 26 | 3  | 1  | 68 | 8  | +60  |
| 2    | FC Dacia Chișinău       | 62  | 30 | 19 | 5  | 6  | 60 | 28 | +32  |
| 3    | Nistru Otaci            | 59  | 30 | 17 | 8  | 5  | 34 | 17 | +17  |
| 4    | FC Tiraspol             | 55  | 30 | 16 | 7  | 7  | 36 | 21 | +15  |
| 5    | FC Zimbru Chișinău      | 52  | 30 | 13 | 13 | 4  | 43 | 21 | +22  |
| 6    | FC Iskra-Stal Rîbnița   | 35  | 30 | 9  | 8  | 13 | 23 | 34 | -11  |
| 7    | Tiligul-Tiras Tiraspol  | 29  | 30 | 7  | 8  | 15 | 16 | 36 | -20  |
| 8    | FC Olimpia Bălți        | 27  | 30 | 7  | 6  | 17 | 24 | 46 | -22  |
| 9    | Dinamo Bender           | 26  | 30 | 7  | 5  | 18 | 30 | 57 | -27  |
| 10   | Steaua Chișinău         | 18  | 30 | 5  | 3  | 22 | 21 | 55 | -34  |
| 11   | FC Politehnica Chișinău | 15  | 30 | 3  | 6  | 21 | 7  | 39 | -32  |
| 12   | Rapid Ghidighici        | 0   | 0  | 0  | 0  | 0  | 0  | 0  | 0    |

|  | Champion |
|  | Relégué  |

## Bilan de la saison
| Tableau d'Honneur                   |                  |
| Compétition                         | Vainqueur        |
| Championnat de Moldavie de football | Sheriff Tiraspol |
| Coupe de Moldavie de football       | Sheriff Tiraspol |

| Promotions et relégations   |                       |
| Relégués en Divizia A       | Rapid Ghidighici      |
| Promus en Divizia Națională | Academia UTM Chișinău |